# Simple Times
Simple Times är ett album av Joshua Radin, utgivet 2008.

## Låtlista
1. "One of Those Days" - 3:04
2. "I'd Rather Be With You" - 2:49
3. "Sky" (feat. Meiko) - 3:30
4. "Friend Like You" - 2:20
5. "Brand New Day" - 3:31
6. "They Bring Me to You" (feat. Erin McCarley) - 3:58
7. "Vegetable Car" - 3:02
8. "Free of Me" - 2:35
9. "You Got Growin' Up to Do" (feat. Patty Griffin) - 2:55
10. "We Are Okay" - 2:41
11. "No Envy, No Fear" - 3:22